# 甲田町
甲田町（こうだちょう）は、かつて広島県の高田郡に存在した町。
2004年3月1日に高田郡に属する全6町（甲田・高宮・美土里・向原・八千代・吉田各町）が合併（新設合併）して発足した安芸高田市に移行したことに伴い消滅した。同時に高田郡も消滅した。

## 町名の由来
- 甲田町の成立に関わった甲立（こうたち）町と小田（おだ）村から一文字ずつ採って命名された。なお、「甲立(歴史的仮名遣いで「かふたち」)」とは、「かはたち(川立)」が変化したもので、川が真っ直ぐに流れるところ、という意味らしい[1]。

## 沿革
- 1889年4月1日 市町村制施行。甲田町域には当時いずれも高田郡に属する小田・甲立の2村が存在した。
- 1926年1月1日 甲立村が町制施行して甲立町に移行する。
- 1950年9月1日 地理的事情から甲立町秋町地区が甲立町から分離して双三郡川地村に編入する（双三郡川地村はその後1956年9月30日に三次市に編入された）。
- 1956年4月1日 甲立町と小田村が合併（新設合併）して甲田町が成立する。
- 2004年3月1日 高田郡の全6町が合併（新設合併）して安芸高田市が発足したことに伴い消滅する。同時に高田郡も消滅する。

## 主要施設
- 甲田若者定住センターミューズ

## 地理

### 河川
- 江の川…三次市以南では可愛川（えのかわ）とも称されている。

### 山
- 大土山（800.1m）
- 高小屋山（520.7m）
- 権現谷山（494.5m）
- 毛宗坊山（480m）
- 平佐山（412m）
- 菊山（385.2m）
- 長見山（241m）

## 名所・旧跡
- 湧永満之記念庭園

## 産業
- ナシの栽培を中心とした農業が主産業。また町内には湧永製薬の工場がある。（創業地でもある）

## 大字（2004年2月29日当時のデータ）
- 浅塚（あさつか）
- 上小原（かみおばら）
- 上甲立（かみこうたち）
- 下小原（しもおばら）
- 下甲立（しもこうたち）
- 糘地（すくもじ）
- 高田原（たかたばら）
- 深瀬（ふかせ）

## 交通（2004年2月29日当時のデータ）

### 鉄道
- JR芸備線が町内を通過しており、以下の施設が存在する。
  - 吉田口駅
  - 甲立駅

### 道路

#### 高速道路
- 中国自動車道が通っているが、町の北端をかすめているだけで施設は一切存在しない。

#### 国道
- 国道54号
- 国道183号（町内は全区間国道54号と重用）

#### 主要地方道
- 広島県道4号甲田作木線
- 広島県道29号吉田豊栄線…町の西端をかすめている。
- 広島県道37号広島三次線
- 広島県道52号世羅甲田線
- 広島県道64号三次美土里線…中国自動車道と並行して町の北端をかすめている。

#### 一般県道
- 広島県道179号下北甲田線
- 広島県道212号吉田口停車場線
- 広島県道320号浅塚横田線

## 教育（2024年12月11日当時のデータ）

### 小学校
- 安芸高田市立甲田小学校

### 中学校
- 安芸高田市立甲田中学校

## 備考
- 境界未定状態にあるのは大土山の北側尾根の地域で、長きに渡って三次市（2004年3月31日までは双三郡三和町）との間で係争が続いている[要出典]。